# 菸灰缸（或否認客觀實在的那一個人）
《菸灰缸（或否認客觀實在的那一個人）》（英語：The Ashtray (Or the Man Who Denied Reality)）是由埃洛·莫里斯撰寫，批判哲學家湯瑪斯·孔恩的書。在書中，莫里斯將孔恩稱為相對主義和理想主義哲學家，將他對孔恩的觀點與他自己藉由普特南和克里普克而形成，被其描述為「調查現實主義」的知識論形成對比，基於這樣的信念，即存在客觀現實同時拒絕素樸實在。莫里斯認為認為追求真理需要花非常大的功夫，結果也無法保證是絕對真理，但知識可以經過「理性、觀察、調查、思想、科學」來獲得。
在洛杉磯書評的一篇文章中，菲利普·基彻將莫里斯的觀點與塞繆爾的訴諸頑固對於貝克萊相信的主观唯心主义作對比，指出「莫里斯沒有興趣去理解孔恩可能的的思考」，並反對莫里斯將孔恩描述為相對主義和非現實主義哲學家。

## 標題
1972年，莫里斯是高等研究院「科學史與科學哲學學程」的研究生，而孔恩是教授，當時兩人對於一些基本觀點持不同意見，特別是孔恩認為莫瑞斯所寫的一篇關於馬克士威的位移電流理論的報告犯了輝格式錯誤，兩人爭執不休，最後孔恩拿起菸灰缸砸莫瑞斯，使得莫瑞斯離開普林斯顿大学。莫瑞斯說當時覺得孔恩「毀了他的人生」，但是「現在卻覺得孔恩讓他免於陷在不適合他的職涯」。莫里斯使用菸灰缸隱喻「是相對主義，也是反實在論的人」。

## 外部連結
- The Ashtray (Or the Man Who Denied Reality) （页面存档备份，存于）